# Ökumenisches Hainich-Klinikum Mühlhausen
Das Ökumenische Hainich-Klinikum (ÖHK) gGmbH ist ein Fachkrankenhaus in freigemeinnütziger Trägerschaft für Neurologie, Kinder- und Jugendpsychiatrie, Psychiatrie und Psychotherapie im Ortsteil Pfafferode von Mühlhausen/Thüringen. Die Klinik wurde 1912 als preußische Landesheil- und Pflegeanstalt gegründet und ist heute die größte psychiatrische Einrichtung in Thüringen.

## Geschichte
Anfang des 20. Jahrhunderts suchte man in der preußischen Provinz Sachsen nach einem Standort für eine dritte „Irrenanstalt“. Die Wahl fiel auf das Dorf Pfafferode nahe Mühlhausen, das damals zur Provinz Sachsen gehörte. Auf dem Gelände des Gutes Pfafferode wurde eine Anstalt mit 800 Plätzen im Pavillonstil errichtet. Am 2. Dezember 1912 wurde die Anstalt mit der Aufnahme der ersten 20 Patienten eröffnet. Sie wurde nach und nach erweitert. Zugunsten der Seelsorge erbaute man 1914–17 die Anstaltskirche im Pflegerdorf. Zum Ende des Ersten Weltkrieges sank die Zahl der Patienten auf 378. Danach stieg sie wieder an, bis es 1929 1.200 Betten gab.
Zwischen 1911 und 1965 gab es eine Zweigstrecke der Straßenbahn Mühlhausen, die neben dem Personentransport auch dem Transport von Kohle und anderen Gütern zur Pflegeanstalt diente.

### Zeit des Nationalsozialismus
Am 1. Januar 1934 trat das Gesetz zur Verhütung erbkranken Nachwuchses in Kraft, mit dem psychisch erkrankte Menschen diskriminiert wurden. Ab 1939 wurde die Klinik in die Durchführung der NS-Krankenmorde einbezogen. Am 25. Juli 1940 erschien der erste der „grauen Busse“ der Gekrat, mit dem vermutlich 27 Patienten zur Zwischenanstalt Altscherbitz und von dort weiter zur Tötungsanstalt Brandenburg gefahren wurden. Später wurden die Patienten aus Pfafferode zur Landesheil- und Pflegeanstalt Bernburg verbracht, wo sie in einer Gaskammer ermordet wurden. Insgesamt wurden mindestens 313 Insassen der Anstalt in Pfafferode im Zuge der Aktion T4 ermordet.
Vom 1. April 1942 bis zum Ende des Zweiten Weltkriegs leitete Theodor Steinmeyer die Anstalt. Unter seiner Leitung war die Sterblichkeitsrate in Pfafferode so hoch wie nie zuvor. Von Steinmeyer auf die „Todesliste“ gesetzte Patienten wurden in die Sterbehäuser 17 und 18 verlegt, wo sie hohe Dosen von Schlaf- und Beruhigungsmitteln erhielten. Viele Patienten starben bereits kurz nach ihrer Umquartierung. Steinmeyer selbst injizierte einigen Patienten eine hohe Dosis des Schmerzmittels Veronal. Zwischen 1939 und 1945 starben 2.841 Patienten in Pfafferode, die Sterberate stieg in diesem Zeitraum von 13,5 % auf 49,3 %. Von den Toten werden 1.976 als NS-Opfer gezählt.

### Nachkriegszeit
Am 1. August 1946 wurde die Landesheil- und Pflegeanstalt Pfafferode in Staatliches Landeskrankenhaus Pfafferode umbenannt. Es wurden nunmehr auch Patienten mit anderen als psychiatrischen Krankheitsbildern behandelt. Ab 1963 hieß die Einrichtung Bezirkskrankenhaus für Psychiatrie und Neurologie Mühlhausen. Nach der Wende wurde daraus das Thüringische Landesfachkrankenhaus. Ab 1999 wurde das Krankenhaus privatisiert und 2002 verkauft, so dass daraus das Ökumenische Hainich-Klinikum wurde.
Seit 2000 erinnert ein Gedenkstein im Verwaltungsgebäude an die Mühlhäuser Euthanasie-Opfer.

## Struktur

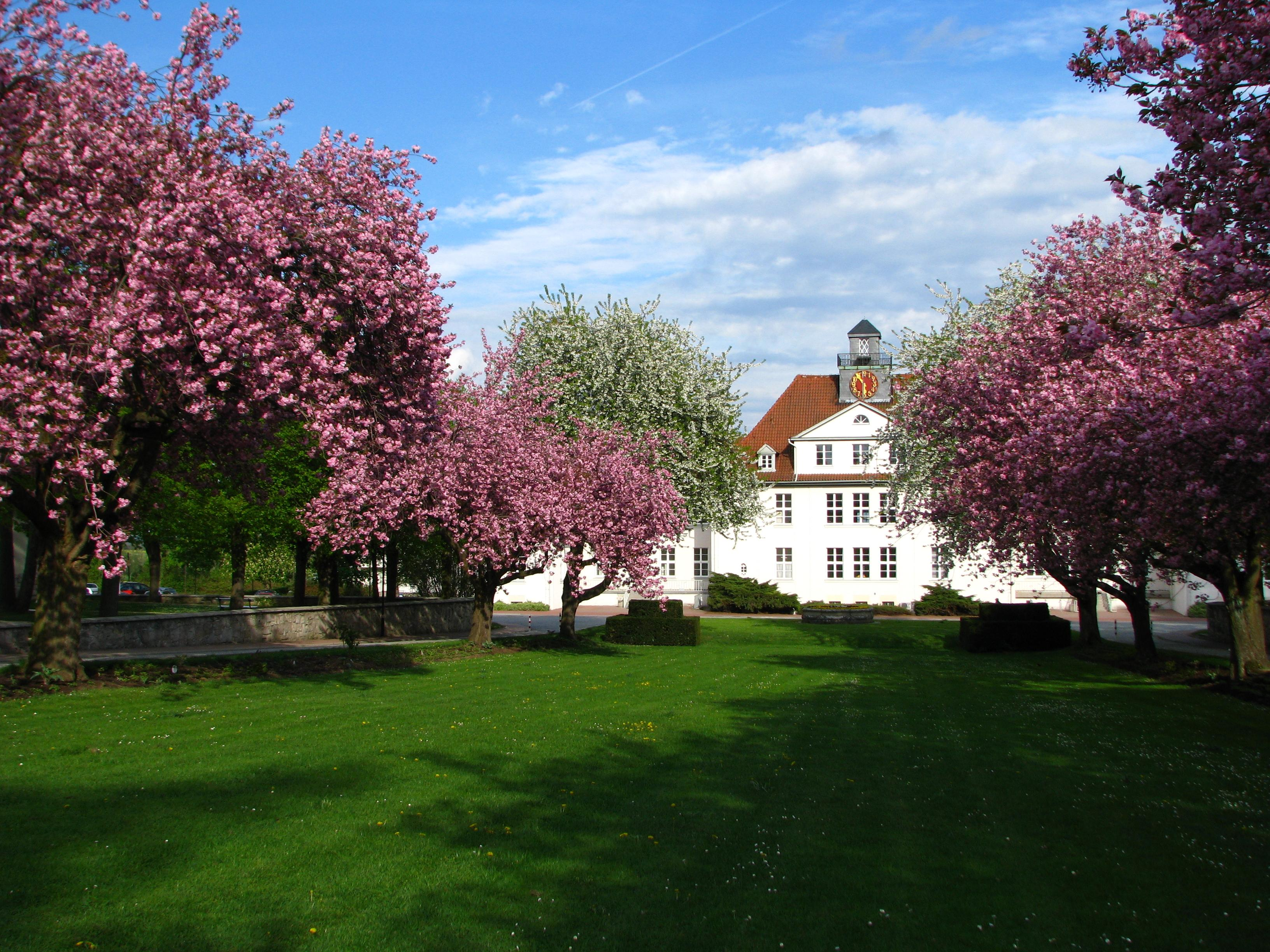
Hauptgebäude des Klinikums, Klinikpark mit Kirschbäumen

Träger des Klinikums sind die Caritas und die Diakonie. Das Klinikum wird in der Rechtsform einer gemeinnützigen GmbH geführt. Das ÖHK fungiert als Akademisches Lehrkrankenhaus der Friedrich-Schiller-Universität Jena. Im Jahr 2010 wurden 7.132 Patienten stationär und 11.190 Patienten ambulant behandelt. Im 6. Thüringischen Krankenhausplan 2013 wurde das Hainich Klinikum mit 366 Planbetten im Bereich Psychiatrie und mit 71 Planbetten im Bereich Kinder- und Jugendpsychiatrie aufgenommen.
Das Ökumenische Hainich Klinikum betreut folgende Fachgebiete:
- Klinik für Psychiatrie und Psychotherapie
- Klinik für Kinder- und Jugendpsychiatrie/-psychotherapie und -psychosomatik
- Klinik für Neurologie
- Klinik Psychosomatik und Psychotherapie

Tageskliniken befinden sich in:
- Heilbad Heiligenstadt
- Tagesklinik für Kinder- und Jugendpsychiatrie/-psychotherapie Eisenach
- Tageskliniken und Ambulanz für Kinder- und Jugendpsychiatrie/-psychotherapie  Bad Salzungen
- Tageskliniken und Ambulanz für Kinder- und Jugendpsychiatrie/-psychotherapie Gotha
- Tagesklinik und Ambulanz für Psychiatrie und Psychotherapie Bad Frankenhausen
- Tagesklinik und Ambulanz für Psychiatrie und Psychotherapie Bad Langensalza
- Tagesklinik und Ambulanz für Psychiatrie und Psychotherapie Sömmerda
- Tagesklinik und Ambulanz für Psychiatrie und Psychotherapie Arnstadt